# Sandra Whyte
Sandra Whyte, verh. Whyte-Sweeney, (* 24. August 1970 in Saugus, Massachusetts) ist eine ehemalige US-amerikanische Eishockeyspielerin. Whyte war von 1992 bis 1998 Mitglied der Frauen-Eishockeynationalmannschaft der Vereinigten Staaten und wurde mit dieser bei den Olympischen Winterspielen 1998 in Nagano Olympiasiegerin.

## Karriere
Whyte verbrachte ihre Collegezeit zwischen 1988 und 1992 an der Harvard University. Während dieser vier Jahre am College spielte sie dort für das Universitätsteam, die Harvard Crimson, in der ECAC Hockey und erhielt für ihre Leistungen zahlreiche Auszeichnungen. Sie wurde dreimal ins First All-Star Team der Ivy League berufen sowie zweimal in den Jahren 1991 und 1992 Spielerin des Jahres selbiger. Zudem war sie 1991 auch Spielerin des Jahres der ECAC. Insgesamt erzielte sie während ihres Studiums 85 Tore und bereitete 55 weitere vor. Neben Eishockey spielte sie auch Feldhockey für Harvard und wurde 1991 als Ivy League Player of the Year ausgezeichnet.
Nach Beendigung ihrer Collegezeit wechselte Whyte im Frühjahr 1992 in den US-amerikanischen Eishockeyverband USA Hockey. In den folgenden sechs Jahren spielte sie bei den Weltmeisterschaften 1992, 1994 und 1997. Bei allen drei Turnieren gewann die Stürmerin die Silbermedaille. Beim erstmals ausgetragenen Fraueneishockeyturnier im Rahmen der Olympischen Winterspiele 1998 im japanischen Nagano krönte Whyte schließlich ihre Karriere mit dem Gewinn der Goldmedaille. Dabei erzielte sie den dritten Treffer der US-Amerikanerinnen im Finalspiel und bereitete die anderen beiden vor. Anschließend beendete sie ihre aktive Karriere und arbeitete als Eishockeytrainerin an der Reading High School in Reading im Bundesstaat Massachusetts.
Zeitweise spielte Whyte während ihrer Zeit bei USA Hockey auch in der Schweiz. In der Saison 1993/94 war sie dort für den Erstligisten DHC Langenthal aktiv, den sie zum erstmaligen Gewinn der Schweizer Meisterschaft führte.

## Erfolge und Auszeichnungen
- 1994 Schweizer Meister mit dem DHC Langenthal

### International
- 1992 Silbermedaille bei der Weltmeisterschaft
- 1994 Silbermedaille bei der Weltmeisterschaft
- 1997 Silbermedaille bei der Weltmeisterschaft
- 1998 Goldmedaille bei den Olympischen Winterspielen